# Otto Wagner (Politiker, 1882)
Otto Wagner (* 19. November 1882 in Wagstadt (Bílovec), Schlesien; † 1. Oktober 1958 in Graz) war ein österreichischer Politiker der Großdeutschen Volkspartei (GdP).

## Ausbildung und Beruf
Als Sohn eines Landwirts geboren, besuchte Wagner die Gymnasien in Saaz und Brüx und wurde Hilfsarbeiter in der Porzellanfabrik Wahlis in Turn bei Teplitz. Er studierte Medizin in Prag und danach Rechtswissenschaften in Wien. Während seines Studiums wurde er 1900 Mitglied der Burschenschaft Arminia Wien – später, 1951 wurde er Mitglied der Burschenschaft Libertas Wien und 1955 der Burschenschaft Marcho-Teutonia Graz. 1908 war er für einige Zeit als Beamter der Unfallversicherungsanstalt der österreichischen Eisenbahnen in Wien tätig. 1916 wurde er zum Dr. iur. promoviert. Den Ersten Weltkrieg beendete er in italienischer Kriegsgefangenschaft, nachdem er von 1916 bis 1918 Kriegsdienst beim Schützenregiment Nr. 6, zuletzt als Landsturmleutnant, geleistet hatte. Nach seiner Rückkehr arbeitete er wieder als Inspektor der Unfallversicherung der Österreichischen Eisenbahnen, deren Direktor er 1938 wurde. Er beantragte am 25. Mai 1938 die Aufnahme in die NSDAP und wurde rückwirkend zum 1. Mai aufgenommen (Mitgliedsnummer 6.133.428), weshalb er nach dem Zweiten Weltkrieg entlassen und 1947 als Zentralinspektor zwangspensioniert wurde. Nachdem er einige Zeit als Privatangestellter in Graz gearbeitet hatte, wurde er 1948 Geschäftsführer des Landesverbandes Steiermark der land- und forstwissenschaftlichen Arbeitgeber einschließlich der österreichischen Bundesforste.

## Politische Mandate
- 18. Mai 1927 bis 1. Oktober 1930: Abgeordneter zum Nationalrat (III. Gesetzgebungsperiode), GdP. Er war zeitgleich auch Abgeordneter im Wiener Landtag und im Gemeinderat.